# Jeux de société en Algérie
 (mai 2010).
Si vous disposez d'ouvrages ou d'articles de référence ou si vous connaissez des sites web de qualité traitant du thème abordé ici, merci de compléter l'article en donnant les références utiles à sa vérifiabilité et en les liant à la section « Notes et références ».
Jeux d'Algérie rassemble tous les jeux ou passe-temps pratiqués en Algérie.

## Jeux de cartes
- Le Barbu est joué dans plusieurs wilayas de l'Est Algérien (52 cartes, 7 contrats, 4 joueurs indépendants ou 2 équipes de deux) ; une partie dure en général une heure et demie au minimum.
- Coinche
- Belote
- Poker
- Rami
- Ronda

## El khergueba
El kherdba ou El khergueba est un jeu pratiqué par les habitants de l'Algérie dans les Aurès, les Chaouis, depuis l'Antiquité à nos jours. Le jeu ressemble un peu au jeu de dames, mais les règles diffèrent totalement.

## Jeu de dames
Elle est appelée Dhama, elle est pratiquée par la majorité des hommes qui fréquentent les cafés.

## Tchektcheyka
Nom commun utilisé pour désigner le jeu Ludo.